# Warren Beach
Warren Beach är en strand i Australien. Den ligger i regionen Manjimup och delstaten Western Australia, omkring 300 kilometer söder om delstatshuvudstaden Perth.
I omgivningarna runt Warren Beach växer i huvudsak städsegrön lövskog. Trakten runt Warren Beach är nära nog obefolkad, med mindre än två invånare per kvadratkilometer. Genomsnittlig årsnederbörd är 1 184 millimeter. Den regnigaste månaden är maj, med i genomsnitt 208 mm nederbörd, och den torraste är januari, med 14 mm nederbörd.